# Mad Caddies
Mad Caddies são uma banda de ska punk formada em 1995 em Solvang, na Califórnia.
Embora sejam frequentemente citado como parte da cena da terceira onda Ska da Califórnia, o som dos Mad Caddies é uma mistura eclética enraizada no ska, mas também faz desvios frequentes para o reggae, punk, pop, surf music e até jazz tradicional.
Liderados pelo vocalista e guitarrista Chuck Robertson, os Mad Caddies foram fundados em Santa Ynez, Califórnia, em 1995, após terem já atuado juntos com os nomes Cracked Macaroni e Ivy League. A música energética e otimista do grupo, alimentado pelas guitarras e sopros animados, foi registada pela primeira vez no álbum Quality Soft Core de 1997, após o qual assinaram pela discográfica independente Fat Wreck Chords para gravarem o Duck and Cover, de 1998. Em 2003, a banda gravou Just One More, que incluía o single Drinking for 11. As digressões internacionais ocuparam a banda durante grande parte dos anos 2000, tendo esta regressado ao estúdio, mais recentemente, com o álbum Dirty Rice, de 2014, e a coleção de covers Punk Rocksteady, de 2018.

## História

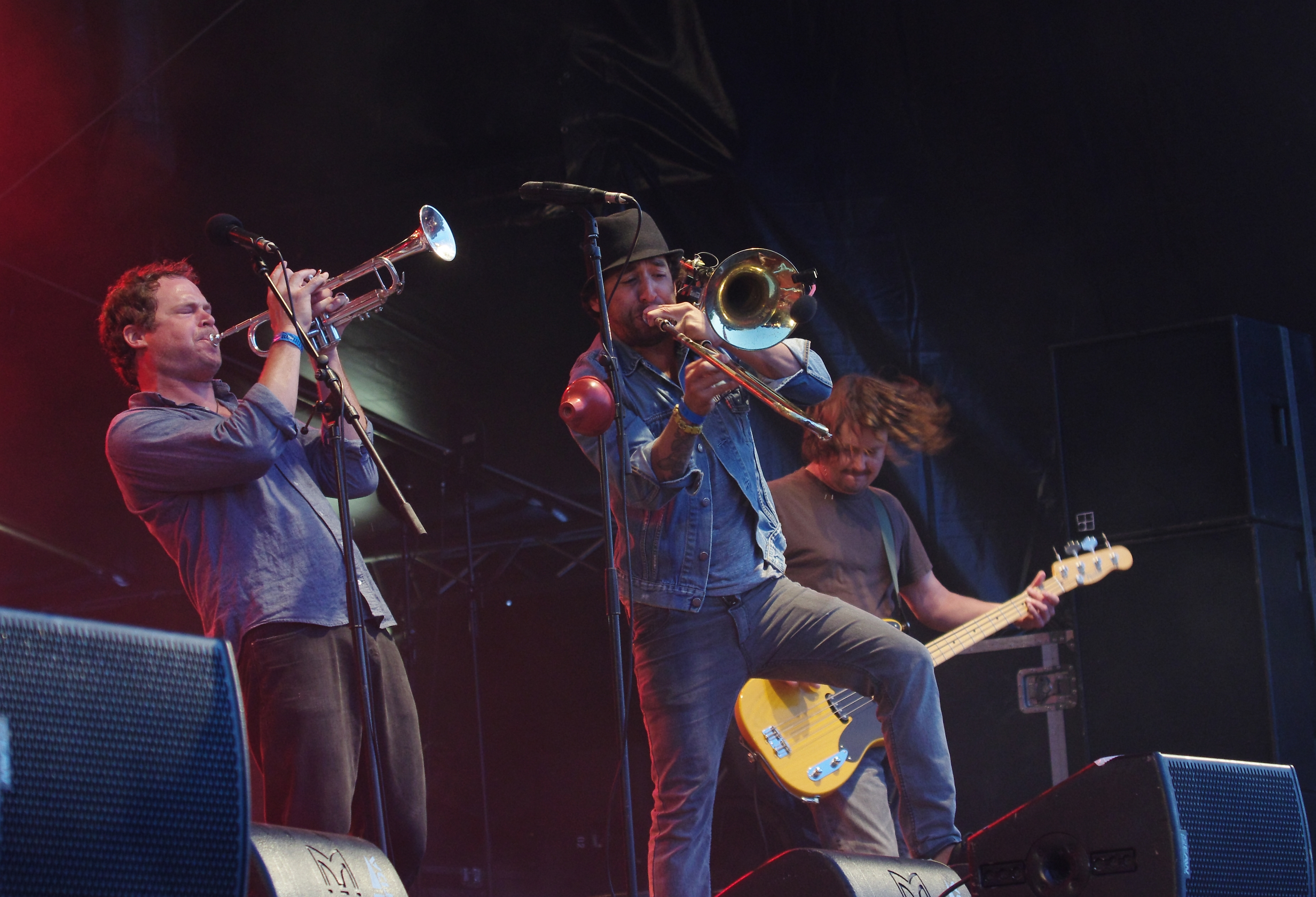
A mistura de guitarras com sopros é um dos elementos característicos do som dos Mad Caddies.

Os Mad Caddies foram fundados por Chuck Robertson (voz e guitarra), Sascha Lazor (guitarra), Carter Benson (guitarra) e Todd Rosenberg (bateria) enquanto frequentavam a escola secundária de Santa Ynez, perto de Santa Barbara. Com Mark Iverson no baixo, Eduardo Hernandez no trombone e Keith Douglas no trompete, a banda começou a tocar, originalmente, com o nome Cracked Macaroni. Eles decidiram mudar de nome para Ivy League, mas quando começaram a gravar seu primeiro álbum, descobriram que existiam já duas bandas com esse nome, então decidiram-se pelo atual Mad Caddies. Outra razão que levou à mudança de nome foi o facto de serem constantemente comparados com a banda ska-punk Operation Ivy. A editora subsidiária da Fat Wreck Chords Honest Don's Records lançou o álbum de estreia dos Mad Caddies, Quality Soft Core, em 1997, e atraiu a atenção de Fat Mike, líder dos NOFX e dono da Fat Wreck Chords. Fat Mike assinou a banda e seu segundo álbum, Duck and Cover, foi lançado em 1998.
Após gravar o EP de cinco músicas The Holiday has been Canceled, Todd Rosenberg deixou o grupo, e Daniel Rivera, também conhecido como Boz, assumiu a bateria no álbum de 2001 Rock the Plank (o antigo baterista dos Lagwagon, Derrick Plourde, também participou nas gravações). O tempo de Rivera nos Mad Caddies acabou por ser breve. Alguns meses após o lançamento do Rock the Plank, ele deixou a banda e Brian Flenniken assumiu o comando da bateria, enquanto o guitarrista Carter Benson decidiu também sair. O som da nova formação ficou para sempre registado no álbum Just One More, de 2003, e no álbum ao vivo Live from Toronto: Songs in the Key of Eh, de 2004. O lançamento de Keep It Going, de 2007, apresentou os Mad Caddies com uma nova formação, com Cris Badham assumindo o baixo de Mark Iverson. A agenda de gravações do grupo começou a desacelerar à medida que passavam mais tempo na estrada, com seu próximo álbum, Dirty Rice, adiado até 2014 (nessa altura, os Caddies tinham já lançado a compilação Consentual Selections, em 2010.) Durante o tempo fora do estúdio, o baterista original Todd Rosenberg regressou, entretanto, à banda, Graham Palmer substituiu Cris Badham no baixo e Dustin Lanker tornou-se no seu primeiro teclista a tempo inteiro.
Em 2017, o trompetista Keith Douglas abandonou os Caddies e Mark Bush, ex-Voodoo Glow Skulls, juntou-se à sua secção de sopros. Para o seu próximo projeto de gravação, Fat Mike propôs que os Mad Caddies gravassem um monte de músicas clássicas de punk rock, no seu próprio estilo. A banda concordou e com a lista de músicas escolhida pelo líder dos NOFX (também produziu as sessões de gravação), os Mad Caddies lançaram em 2018 o álbum de covers Punk Rocksteady, com músicas gravadas originalmente por ícones do punk rock, como Misfits, Green Day, Bad Religion e Descendents, entre outros.

## Integrantes

### Atuais
Chuck Robertson, Sascha Lazor e Carter Benson fundaram a banda ainda no ensino secundário, sendo esta a atual composição:
- Chuck Robertson (voz/guitarra)
- Graham Palmer (baixo)
- Todd Rosenberg (bateria)
- Sascha Lazor (guitarra/banjo)
- Mark Bush (trompete / voz)
- Ed Hernandez (trombone)

### Ex-Integrantes
- Dustin Lanker
- Boz Rivera
- Derrick Plourde
- Keith Douglas
- Carter Benson
- Mark Iversen
- Brian Flenniken
- James William Malis

## Discografia

### Álbuns de estúdio
- Quality Soft Core (1997)[5]
- Duck And Cover (1998)[6]
- Rock The Plank (2001)[12]
- Just One More (2003)[7]
- Keep It Going (2007)[16]
- Dirty Rice (2014)[9]
- Punk Rocksteady (álbum de covers) (2018)[10][4]

### EPs
- The Holiday Has Been Cancelled (2000)[11]
- 2007 Tour EP (vendido apenas durante a sua digressão em 2007 com duas músicas novas de Keep It Going, juntamente com 4 músicas antigas) (2007)

### Álbunsao vivo
- Songs In The Key Of Eh! (ao vivo em Toronto) (álbum ao vivo) (2004)[15]
- Live @ Munich Backstage Germany (DVD ao vivo, com tiragem limitada a 300 unidades) (2007)[19][20]

### Coletâneas
- Consentual Selections (2010)[18]